# 欧洲广场站
欧洲广场站（荷兰语：Station Europaplein）是阿姆斯特丹地铁52号线的一座车站，于2018年7月22日开通。它是位于阿姆斯特丹南的南轴社区的地下车站，每日客流预计约两万人。

## 历史
欧洲广场站由本特姆克劳威尔建筑设计事务所设计，位于南轴社区的欧洲广场下方。站台上的拼贴画由艺术家Gerald van der Kaap设计。拼贴画延伸两侧站台，且各具特色。2013年5月，他的作品由市政府特殊委员会选出。